# Pinacosterna
Pinacosterna es un género de escarabajos longicornios de la tribu Sternotomini. Se distribuye por varios países de África.

## Especies
- Pinacosterna mechowi Quedenfeldt, 1882
- Pinacosterna mimica Jordan, 1903
- Pinacosterna nachtigali Harold, 1879
- Pinacosterna weymanni Quedenfeldt, 1882